# Матиколони
Матиколо̀ни (на гръцки: Μαθηκολώνη) е село в Кипър, окръг Лимасол. Според статистическата служба на Република Кипър през 2001 г. селото има 110 жители.
Намира се на 10 km северно от Лимасол.